# Paralaudakia
Paralaudakia ist eine Echsengattung aus der Familie der Agamen (Agamidae), die in Asien vom Kaukasus bis Zentralasien vorkommt. Die Gattung wurde erst 2012 durch Herpetologen des Museums Koenig in Bonn beschrieben. Der Gattungsname Paralaudakia setzt sich aus Laudakia, der Gattung zu der die Arten der Gattung Paralaudakia früher gezählt wurden, und „Para“ (gr.: (παρά-) = neben) zusammen.

## Merkmale
Diagnostisches Merkmal der Gattung sind die in Wirteln angeordneten Schwanzschuppen. Dabei wird jedes Wirtel meist aus drei, weniger oft aus zwei oder vier Schuppen gebildet. Die Schuppen an der Kehle sind glatt, die entlang der Rückenmittellinie (direkt oberhalb der Wirbelsäule) größer als andere Rückenschuppen. Die Schuppen auf dem restlichen Körper sind heterogen, unregelmäßige und gekielt. Die Schwanzlänge liegt beim Doppelten der Kopf-Rumpf-Länge oder ist noch größer.

## Arten

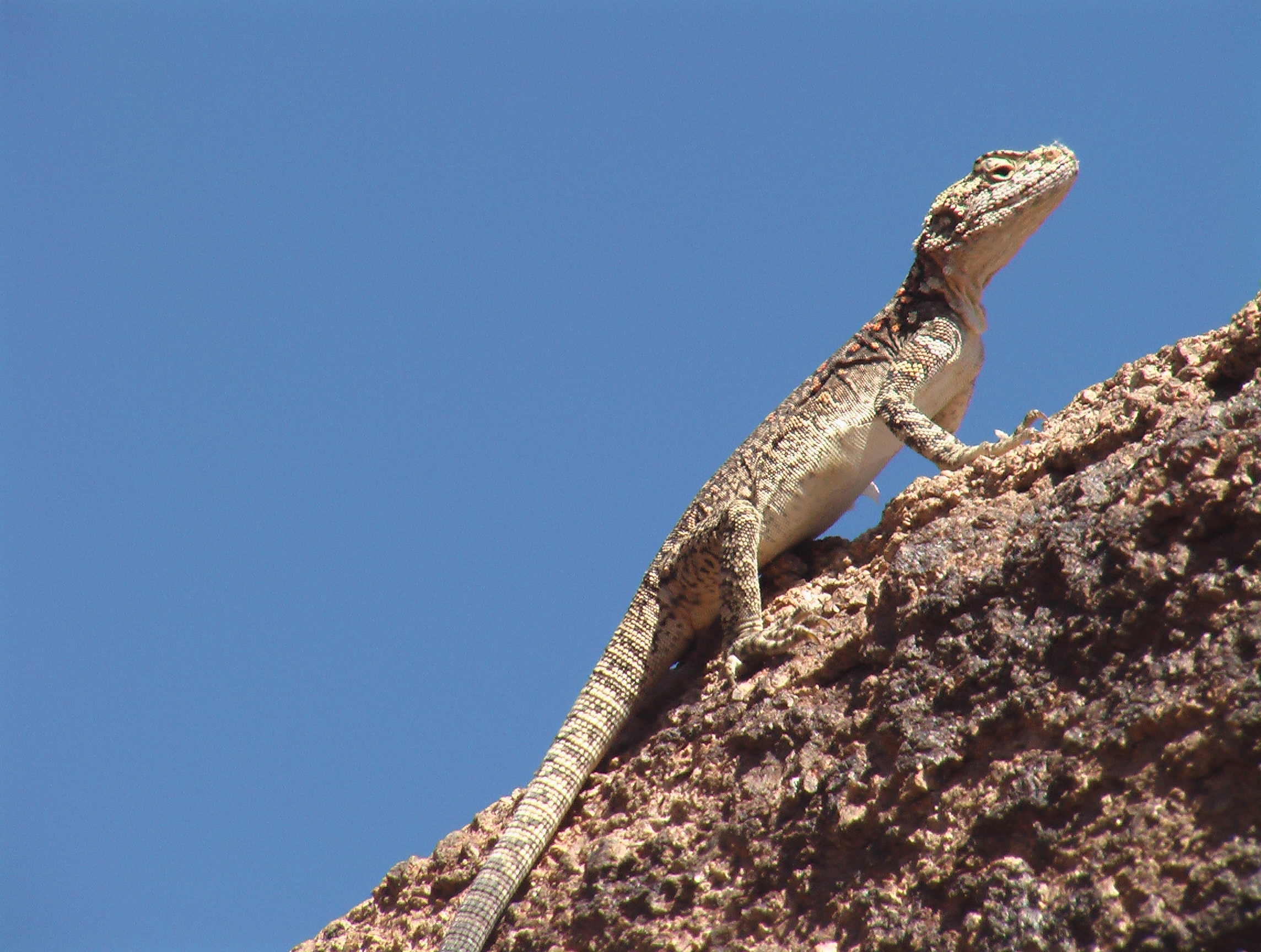
Paralaudakia stoliczkana

Zur Gattung Paralaudakia gehören derzeit acht rezente Arten:
- Paralaudakia badakhshana (Anderson & Leviton, 1969)
- Paralaudakia bochariensis (Nikolsky, 1897)
- Kaukasus-Agame (Paralaudakia caucasia (Eichwald, 1831))
- Paralaudakia erythrogaster (Nikolsky, 1896)
- Paralaudakia himalayana (Steindachner, 1867)
- Paralaudakia lehmanni (Nikolsky, 1896)
- Paralaudakia microlepis (Blanford, 1874)
- Paralaudakia stoliczkana (Blanford, 1875)